# Cynorta liturata
Cynorta liturata is een hooiwagen uit de familie Cosmetidae.